# Ney
|  | Aquest article tracta sobre l'instrument musical. Vegeu-ne altres significats a «Michel Ney». |

El ney (persa: نی, ney; àrab: ناي, nāy) és una flauta prominent en la música de l'Orient Mitjà. És un instrument molt antic, existeixen pintures de persones tocant el ney en els murs de les tombes de l'antic Egipte, així com a les excavacions d'Ur. Això indica que el ney ha estat tocat contínuament durant 4.500-5.000 anys, convertint-lo en un dels més antics instruments musicals encara en ús. És un precursor de la flauta moderna.
El ney consisteix en una peça de branca buida o una canya (ney és una antiga paraula persa per a referir-se a canya) amb cinc o sis forats frontals i un forat pel polze. Els neys moderns poden estar fets de metall. El to varia depenent de la regió i la distribució dels dits. Un músic summament expert amb el ney pot arribar a no menys de tres octaves, encara que sigui més comú tenir a diverses persones que toquin el ney en una orquestra tradicional per a cobrir gammes diferents.
Al món àrab el ney de vegades és denominat qassaba, que significa literalment peça de canya. La forma més vella, mostrada en les tombes egípcies daten dels anys 3000 o 2500 aC. Des de llavors ha estat l'instrument favorit del sufisme a causa del caràcter profund del seu so. L'agradable so del ney calma el sistema nerviós, reduïx el cansament i resulta relaxant. Està relacionat amb profundes idees filosòfiques.

## Els diferents neys
El ney és un instrument de vent afinat únic en la música aràbiga clàssica. En el sistema aràbic, hi ha set tipus de neys. El primer és el Kerdene o Rast, o afinat en la nota do, i és el de més longitud. Això significa que la segona nota després del registre més baix és un do (la primera seria un si bemoll). El segon nay és el Doga, afinat en re. El tercer el Bussalik, en mi. El quart el Jaharka, en fa. El cinquè el Nawa, en sol. El sisè el Husseïni, en la, i el setè l'Ajam, en si.
Al món àrab el ney és usat tradicionalment en àrees de pasturatge, on es té preferència per neys petits amb tons alts. En general el to és baix en entorns religiosos i escolàstics. En certes àrees del món àrab on existeixen el sufisme o les escoles musicals, es toquen i s'estudien registres més baixos. Els turcs usen neys encara més llargs, ja que tenen preferència pels sons més greus.
El ney àrab i turc té set forats (sis l'iranià), un dels quals està situat darrere i usualment es tapa amb el polze. Cada forat té pràcticament la capacitat d'interval d'un to. El forat del polze té quatre notes usades comunament. A manera d'exemple, en el ney Doga aquestes notes serien La, Si b, Si 3/4 i Si.

## Tècnica per a tocar el ney
La tècnica àrab i turca són les mateixes, això implica la posada de la boca sobre l'extremitat de la flauta i bufar en una direcció una mica obliqua al tub d'aquesta. L'aire salta sobre un costat interior i produïx el so esperat. Iran va incorporar altre mètode: ells van adoptar el sistema de bufar de forma interdental a la fi del 1700. El ney modern persa té canviats el sistema dels dits i el nombre de nodes. També té una desembocadura diferent, té només 5 forats frontals i un forat per al polze col·locat més baix que en els models àrabs o turcs.
En l'interdental el músic posa el final del ney entre les seues dents i la mandíbula superior i dirigeix l'aire amb la llengua. Aquest mètode produïx una textura bastant diferent a la produïda per l'articulació bilabial usada pel ney Àrab/turc.